# Les Femmes
„Les Femmes” - singel francuskiej piosenkarki Amandy Lear, wydany w 1986 roku.

## Ogólne informacje
Utwór jest francuską wersją piosenki „She Wolf” z albumu Secret Passion. Wersja francuska nie znalazła się na tej płycie, została wydana jedynie na singlu. Obie wersje utrzymane zostały w modnym wówczas gatunku synth pop z niewielką domieszką rocka. Utwór wyprodukował Christian de Walden. Tytuł piosenki w języku polskim znaczy „Kobiety”. Singel wydano także na singlu 12-calowym, tym razem z angielską wersją „She Wolf” jako utworem wiodącym. Pomimo promocji telewizyjnej, singel nie wszedł na listy przebojów.

## Teledysk
Teledysk powstał do francuskiej wersji i został nakręcony na potrzeby programu Cherchez la femme. Wideoklip prezentuje piosenkarkę wykonującą tytułowy utwór, ubraną w różne ekstrawaganckie kostiumy i suknie.

## Lista ścieżek
- 7" single[1][2]

1. „Les Femmes” - 4:09
2. „She Wolf” - 4:02

- 12" single[3]

1. „She Wolf” (Special Long Version) - 6:10
2. „Les Femmes” - 4:09
3. „Time's Up” (Extended Version) - 7:15